# André Carolus Cirino
Andre Carolus Cirino (20 de mayo de 1929 - 6 de mayo de 2003, Paramaribo) fue un escritor y experto en culturas indígenas, nativo de Surinam.
Nació en Goede Hoop, una villa de negros cimarrones-galibi (indígenas mezclados con nativos criollos) sobre el río Coppename  en el distrito de Saramacca. Estudió planificación de paisajes subtropicales en la facultad de Agricultura de la Universidad de  Wageningen. 
Cirino publicó en neerlandés dos recopilaciones de cuentos indígenas (1970, posteriormente reimpresos en varias oportunidades), basadas en los tesoros narrativos de nativos galibi y arawak. Aunque las recopilaciones están escritas en neerlandés, durante muchos años los mismos fueron la única recopilación de historias indígenas de Surinam registrada por alguien proveniente de un grupo indígena. Cirino escribió largo tiempo bajo el seudónimo de Jakono Rino (Amigo de los Rinocerontes) una columna sobre las culturas indígenas en el periódico "The West" bajo el título  "Mundo de indígenas oprimidos y esclavos." 